# Arnold Fritzsch
Arnold Fritzsch (* 5. September 1951 in Schlettau) ist ein deutscher Komponist, Sänger, Texter und Musikproduzent.

## Leben
Fritzsch stammt aus dem Erzgebirge und wurde in der Kleinstadt Schlettau in einer volkskünstlerisch geprägten Familie geboren. Sein Großvater war Holzschnitzer und seine Eltern traten mit Anton-Günther-Liedern auf.
Mit zehn Jahren lernte er autodidaktisch Klavierspielen und im Posaunenchor der evangelischen Kirche Trompete blasen. Früh versammelte er immer wieder musikinteressierte Mitschüler um sich und gründete verschiedene Bands, angeregt und angetrieben vom Jahrhundertimpuls der The Beatles.
Von 1966 bis 1970 absolvierte Arnold Fritzsch am Robert-Schumann-Konservatorium in Zwickau eine musikalische Ausbildung und legte 1970 in Zwickau an der Käthe-Kollwitz-Schule das Abitur ab. Nachdem er es ein Semester mit Mathematik versucht hatte, wechselte er 1971 nach Berlin an die Hochschule für Musik „Hanns Eisler“, um dort in den Fächern Komposition/Arrangement und Trompete zu studieren. Sein Kompositionslehrer war Wolfram Heicking.
Während des Studiums gründete er 1973 zusammen mit seiner ersten Ehefrau Eva und anderen Musikstudenten die Popgruppe „Kreis“. Mit seinem 1975 geschriebenen Hit „Doch ich wollt’ es wissen“, wurde die Band über Nacht an die Spitze der DDR-Unterhaltungsszene katapultiert. Bis 1982 veröffentlichte „Kreis“ vier erfolgreiche Alben – das letzte auf dem West-Berliner Hansalabel „Rocktopus“, tourte regelmäßig in der Tschechoslowakei, Polen, Bulgarien, Rumänien, der Sowjetunion und Kuba, aber auch in West-Berlin. Nach der Auflösung der Band 1982 baute sich Fritzsch als einer der ersten in der DDR ein eigenes Studio auf und produzierte dort Songs und Alben anderer Künstler, u. a. von Olaf Berger, Ines Paulke, Arnulf Wenning, Wolfgang Lippert und Milva.
Auch Filmmusik für das Fernsehen der DDR entstand. So schrieb er die Filmmusik für die erste Pferdeserie des DDR-Fernsehens Jockei Monika und für zwölf Folgen von Polizeiruf 110, darunter den Kreuzworträtselfall.
Ende der 1980er-Jahre stand Arnold Fritzsch wieder häufiger als Solist auf der Bühne. Sein Album „Wärme“ erschien im Frühjahr 1990. Die Arrangements entstanden gemeinsam mit Wolfram Heicking. 1990 schloss die BMG Ariola einen Künstler- und Produzentenvertrag mit ihm ab.
In den 1990er-Jahren schrieb Fritzsch vor allem Filmmusik für TV-Serien und Fernsehfilme: Der Bergdoktor (Sat.1), Dr. Monika Lindt (RTL), Herzschlag – Das Ärzteteam Nord (ZDF) u. v. a. 2003 lernte Fritzsch an den Uckermärkischen Bühnen Schwedt die Schriftstellerin und Schauspielerin Monika Radl kennen und gründete mit ihr das Musikprojekt „Monily und die Papierflieger“. 2005 veröffentlichten sie das gemeinsame Album „Verbluten verboten“. 2009 entstand von dem Autorenteam für den Berliner Friedrichstadt-Palast – Europas größte Showbühne – die Kinderrevue Die Schneekönigin, die 2011 wiederaufgeführt wurde. Die gleichnamige CD erschien beim AMA-Verlag und wurde auch wegen der einprägsamen Melodien in großer Auflage verkauft.
Seit Mitte der 2000er-Jahre beschäftigt sich Arnold Fritzsch zunehmend mit größeren Projekten. Das Musical „Mauerkinder“ (Texte: Werner Karma) hatte 2005 an den Uckermärkischen Bühnen Schwedt Premiere. 2010 wurde sein erstes Orchesterwerk „Planet der Drachen“ (Text: Bettina Bartz), ein musikalisches Weltraumabenteuer für großes Orchester und Erzähler, im Konzertsaal der UdK Berlin uraufgeführt.
Fritzsch schrieb von 2005 bis 2012 die Musik für 85 Folgen der ARD-Serie Um Himmels Willen sowie den Christiane-Hörbiger-Film Die Frau im roten Kleid.
2011 begann Arnold Fritzsch sein größtes Projekt: das szenische Oratorium „hadubrant“, nach dem althochdeutschen Text des Hildebrandliedes. Aus der Idee „Gymnasiasten und germanische Heldengesänge“ entstand eine Kooperation zwischen zwei Pankower Gymnasien. Das Werk wurde am 5. März 2013 in der Gethsemanekirche in Berlin uraufgeführt. Fritzsch hat neben seiner Arbeit als Komponist immer wieder Live-Auftritte in unterschiedlichen Besetzungen.

## Privates
Fritzsch lebt in Berlin, ist zum vierten Mal verheiratet und hat vier Söhne und eine Tochter. Der Spitzname „Murmel“ stammt aus seiner Kindheit. Fritzsch’ Sohn Marcus Gorstein (* 1973) ist ebenfalls Musikproduzent, Paul Fritzsch (* 1997) ist Sänger und Komponist.

## Filmmusik
- 1981: Jockei Monika (DDR-Fernsehen, 9-Teiler)
- 1983: Bühne frei! (DDR-Fernsehen, 7-Teiler)
- 1984–1998: Polizeiruf 110
  - 1984: Polizeiruf 110: Inklusive Risiko
  - 1985: Polizeiruf 110: Laß mich nicht im Stich
  - 1986: Polizeiruf 110: Ein großes Talent
  - 1986: Polizeiruf 110: Kein Tag ist wie der andere
  - 1987: Polizeiruf 110: Explosion
  - 1988: Polizeiruf 110: Der Kreuzworträtselfall
  - 1989: Polizeiruf 110: Gestohlenes Glück
  - 1989: Polizeiruf 110: Drei Flaschen Tokajer
  - 1990: Polizeiruf 110: Tödliche Träume
  - 1990: Polizeiruf 110: Das Duell
  - 1991: Polizeiruf 110: Das Treibhaus
  - 1991: Polizeiruf 110: Mit dem Anruf kommt der Tod
  - 1995: Polizeiruf 110: und tot bist du
  - 1995: Polizeiruf 110: Bruder Lustig
  - 1996: Polizeiruf 110: Der schlanke Tod
  - 1998: Polizeiruf 110: Todsicher
  - 1999: Polizeiruf 110: Sumpf
- 1989: elf 99 (TV-Serie)
- 1987: Der Staatsanwalt hat das Wort: Himmelblau oder Hans im Glück (TV-Reihe)
- 1989: Der Staatsanwalt hat das Wort: Das Wunschkind (TV-Reihe)
- 1992–1996: Der Bergdoktor (Serie)
- 1995: Tödliches Leben (TV)
- 1995: Die Staatsanwältin (TV-Dreiteiler)
- 1996: Katrin ist die Beste (TV-Serie)
- 1997: Seitensprung in den Tod (TV)
- 1997: Dr. Monika Lindt (TV-Serie)
- 1998: Polizeiruf 110: Verstrickt
- 1998: Ich liebe eine Hure (TV)
- 1998: Heimatgeschichten (TV-Serie)
- 1998: Fieber – Ärzte für das Leben (TV-Serie)
- 1999: Boulevard Berlin (TV)
- 2003: Wunschkinder und andere Zufälle
- 2004: 2 Millionen suchen einen Vater
- 2005: Glück auf halber Treppe
- 2006: Mein Traum von Afrika
- 2006: Das Wunder der Liebe
- 2006: Die Frau im roten Kleid
- 2007–2014: Um Himmels Willen (TV-Serie)
- 2008: Das Traumpaar
- 2006: Die Hochzeit meiner Töchter
- 2008: S-Bahn Berlin – Wir bewegen die Hauptstadt
- 2013: SOKO Leipzig (TV-Serie) (1 Folge)

## Musical / Bühne
- 2005: Mauerkinder
- 2006: Ein MOMU in der S-Bahn
- 2009: Die Schneekönigin
- 2010: Planet der Drachen (Musikmärchen für großes Orchester und Erzähler)
- 2012: Hadubrant (Hildebrandslied), szenisches Oratorium für Chor, Solisten & Orchester

## Diskografie
- 1976: Kreis (Amiga)
- 1978: Kreis, Alle Mann an Deck (Amiga)
- 1979: Kreis, Supraphon-Prag (Hansa)
- 1980: Kreis, Rocktopus (Hansa)
- 1987: Pop Projekt – special disko mix (Amiga)
- 1990: Pop Projekt – Presents Dance Dance Dance (Amiga)
- 1990: Wärme (Amiga)
- 1992: Ich will dich lieben (BMG Ariola)
- 1995: Arnold Fritzsch, TV-Filmmusiken und Soundtracks
- 2004: Freund
- 2004: Ritter Runkels große Stunde (nach einem Bühnenstück nach den DDR-Comics der Digedags von Hannes Hegen)
- 2005: Verbluten verboten: Monily und die Papierflieger
- 2007: 60 Jahre Amiga – Box 3 – Arnold Fritzsch (Amiga/BMG)
- 2008: Stock Diamond